# Walter A. Weber
Walter Alois Weber (* 23. Mai 1906 in Chicago, Illinois; † 10. Januar 1979 in Lynchburg, Virginia) war ein US-amerikanischer Tiermaler und Ornithologe.

## Leben
Weber wuchs als Sohn von Jacob und Antoinette Kreml Weber in einer Familie mit elf Kindern auf. Sein künstlerisches Talent wurde schon früh erkannt, und im Alter von neun Jahren belegte er Kurse am Art Institute of Chicago. Mit zehn Jahren besuchte er lokale Bars, wo er für zehn bis fünfzig Cent Vögel und Säugetiere skizzierte. Mit diesem Geld kaufte er weiteres Kunstzubehör. Weber besuchte die University of Chicago und schloss 1927 sein Studium der Zoologie und Botanik mit dem Bachelor of Science mit Auszeichnung ab. Zudem war er Mitglied der Ehrenverbindung Phi Beta Kappa. Anschließend setzte er sein Studium am Art Institute fort. Der kanadische Tiermaler Allan Brooks unterrichtete ihn vier Monate lang, und auch mit Carl Rungius, einem Großwildmaler, verbrachte er einige Zeit.
Von 1928 bis 1931 arbeitete Weber für das Field Museum of Natural History in Chicago als Sammler und Künstler. Während dieser Zeit unternahm er mehrere Forschungsreisen um die Welt. Danach arbeitete er als freiberuflicher Künstler und illustrierte die Schriften Birds of Minnesota (1932) von Thomas S. Roberts, Traveling with the Birds (1933) von Rudyerd Boulton und Homes and Habits of Wild Animals (1934) von Karl Patterson Schmidt. Im Jahr 1935 nahm er eine Stelle als Techniker für Wildtiere bei den National Park Services in Oklahoma und Texas an. Nach einem Jahr dort wurde er leitender wissenschaftlicher Illustrator des National Park Service in Washington, D.C. 1941 wechselte er als Ornithologe an das United States National Museum. Von 1944 bis 1949 war Weber wieder freiberuflich tätig. In dieser Zeit arbeitete er im Auftrag der National Geographic Society und privater Sammler, fertigte Tuschezeichnungen für das Buch Meeting the Mammals (1946) von Victor H. Cahalane an und gestaltete zwischen 1944 und 1957 die Cover von sieben Büchern, die vom Wildlife Management Institute herausgegeben wurden. Ab 1949 arbeitete Weber als Künstler und Naturforscher für die National Geographic Society und bereiste weite Teile der Vereinigten Staaten, Lateinamerikas, Europas und Afrikas. In dieser Position blieb er bis zu seiner Pensionierung im Jahr 1971.
Im Verlauf seiner Karriere erschien Webers Kunst in einer großen Anzahl unterschiedlicher Publikationen. Für das Cover des damals neuen Journal of Wildlife Management entwarf Weber ein Symbol aus ägyptischen Hieroglyphen. Dieses Symbol ist heute auf allen Publikationen und Mitgliedsnadeln der Wildlife Society zu sehen. Mehr als 250 seiner Bilder (einige mit seinem Pseudonym Al Kreml signiert) wurden auf Briefmarken abgebildet, die von der National Wildlife Federation von 1940 bis 1961 herausgegeben wurden. Von 1941 bis 1954 schuf er Titelbildillustrationen für die Zeitschrift Pittman-Robertson Quarterly. Er war die erste Person, die zwei Federal Duck Stamps (Entenbriefmarken des Bundes) entwarf, nachdem er 1944 darum gebeten worden war und 1950 den ersten offenen nationalen Wettbewerb für einen Entwurf gewann. Die erste Marke zeigte Blässgänse, die zweite Trompeterschwäne.
Weber verfasste und illustrierte einen Artikel für das Magazin der National Geographic Society und illustrierte zwischen 1939 und 1968 neunzehn weitere Artikel. Seine Zeichnungen und Gemälde wurden in den Büchern Book of Dogs, Song and Garden Birds of North America, Water Prey and Game Birds of North America, Wondrous World of Fishes, Wild Animals of North America, Birds of Colorado, Birds of the Republic of Panama und zuletzt 1975 in Breeding Birds of North Dakota veröffentlicht. Nur vier der 24 Gemälde und einige der vielen Zeichnungen, die er für das Buch Fading Trails – The Story of Endangered American Wildlife vorbereitet hatte, wurden verwendet, wofür die von der Regierung beauftragte Firma die Lieferbeschränkungen während des Zweiten Weltkriegs als Begründung anführte. Er und andere waren enttäuscht, als das Buch 1942 in dieser reduzierten Form veröffentlicht wurde. Das Finanzministerium verwendete den Adler aus Webers Gemälde eines Weißkopfseeadlers und eines Fischadlers ab 1971 auf Dollarmünzen. Derselbe Adler war zuvor von einem Künstler kopiert worden, der einen Aufnäher für die Anzüge des Apollo-11-Raumfahrtmission entwarf. Einige seiner Vogelbilder wurden auf Briefmarken aus dem Territorium Papua und Neuguinea verwendet. Im Jahr 1967 verlieh ihm das Innenministerium seine höchste zivile Auszeichnung, den Conservation Service Award. Weber starb im Januar 1979 an den Folgen eines Schlaganfalls.